# Markus Babbel
Markus Babbel (ur. 8 września 1972 w Monachium) – niemiecki piłkarz, obecnie trener piłkarski, podczas kariery grał na pozycji obrońcy.

## Kariera klubowa
Babbel treningi rozpoczął w 1979 roku w klubie TSV Gilching-Argelsried. W 1981 roku trafił do juniorskiej ekipy Bayernu Monachium. W 1991 roku został włączony do jego pierwszej drużyny, grającej w Bundeslidze. W tych rozgrywkach zadebiutował 3 sierpnia 1991 roku w zremisowanym 1:1 meczu z Werderem Brema. W 1992 roku został wypożyczony do Hamburgera SV. W jego barwach, 5 czerwca 1993 roku w przegranym 1:2 spotkaniu z Eintrachtem Frankfurt strzelił pierwszego gola w trakcie gry w Bundeslidze.
W 1994 roku Babbel powrócił do Bayernu z wypożyczenia. Występował przez kolejne 6 lat. W tym czasie zdobył z zespołem Puchar UEFA (1996), 3 mistrzostwa Niemiec (1997, 1999, 2000), 3 Puchary Ligi Niemieckiej (1997, 1998, 1999) oraz 2 Puchary Niemiec (1998, 2000). W 1999 roku wystąpił także z klubem w finale Ligi Mistrzów, gdzie Bayern uległ jednak Manchesterowi United.
W 2000 roku odszedł do angielskiego Liverpoolu. W Premier League zadebiutował 19 sierpnia 2000 roku w wygranym 1:0 pojedynku z Bradford City. 2 grudnia 2000 roku w wygranym 3:0 meczu z Charltonem zdobył pierwszą bramkę w Premier League. W 2001 roku zdobył z klubem Puchar UEFA, Puchar Anglii oraz Puchar Ligi Angielskiej. W 2002 roku wywalczył z nim wicemistrzostwo Anglii. Sezon 2003/2004 Babbel spędził na wypożyczeniu w Blackburn Rovers.
W 2004 roku powrócił do Niemiec, gdzie został graczem zespołu VfB Stuttgart (Bundesliga). Pierwszy ligowy mecz zaliczył tam 8 sierpnia 2004 roku przeciwko 1. FSV Mainz 05 (4:2). W 2007 roku zdobył z klubem mistrzostwo Niemiec. W tym samym roku zakończył karierę.

## Kariera reprezentacyjna
W 1991 roku Babbel rozegrał 2 spotkania w reprezentacji Niemiec U-20, a w latach 1992–1993 3 razy wystąpił w reprezentacji Niemiec U-21. 22 lutego 1995 roku w zremisowanym 0:0 towarzyskim meczu z Hiszpanią zadebiutował w seniorskiej kadrze Niemiec. 6 września 1995 roku w wygranym 4:1 towarzyskim pojedynku z Gruzją strzelił pierwszego gola w drużynie narodowej.
W 1996 roku został powołany do kadry na Mistrzostwa Europy. Wystąpił na nich w spotkaniach z Czechami (2:0), Rosją (3:0), Chorwacją (2:1), Anglią (1:1, 7:6 w rzutach karnych) oraz w finale z Czechami (1:1, 2:1 po dogrywce). Niemcy zostali triumfatorami tamtego turnieju.
W 1998 roku Babbel znalazł się w kadrze na Mistrzostwa Świata. Zagrał na nich w meczach ze Stanami Zjednoczonymi (2:0) oraz z Meksykiem (2:1). Reprezentacja Niemiec tamten mundial zakończyła na ćwierćfinale.
W 2000 roku Babbel był uczestnikiem Mistrzostw Europy. Zaliczył tam 2 pojedynki: z Rumunią (1:1) oraz Anglią (0:1), a jego drużyna odpadła z turnieju po fazie grupowej.
W latach 1995–2000 w drużynie narodowej Babbel rozegrał w sumie 51 spotkań i zdobył 1 bramkę.

## Kariera trenerska
Po zakończeniu kariery Babbel został trenerem. Jego pierwszym klubem był VfB Stuttgart, który prowadził od 24 listopada 2008 roku. W Bundeslidze jako trener zadebiutował 30 listopada 2008 roku w wygranym 2:0 meczu z FC Schalke 04. W 2009 roku zajął z klubem 3. miejsce w Bundeslidze. W grudniu 2009 roku przestał być trenerem Stuttgartu.
Od początku sezonu 2010/2011 Babbel prowadził Herthę Berlin, w swoim pierwszym sezonie wprowadził ją do I Bundesligi. 18 grudnia 2011 roku został zwolniony.
10 lutego 2012 roku objął TSG 1899 Hoffenheim. 3 grudnia 2012 roku został zwolniony z powodu złych wyników drużyny.